# 區政聯盟
區政聯盟（英語：Community Alliance）是香港的一个民主派政治聯盟，成立於2019年5月30日，主要由几個活躍於新界東的民主派地區組織—將軍澳民生關注組及大埔和北區團隊內的成員組成。

## 簡介
區政聯盟成員不少成員均曾經為民主黨成員，並曾經在民主黨新界東支部擔任不同工作，惟因為黨內磨擦而先後退黨。其中於2018年12月，59名成員宣布退出民主黨，包括5名新界東區議員。退黨記者會期間，他們對於民主黨立法會議員林卓廷於新界東地區事務上作出嚴厲批評，其中指控民主黨把將軍澳民生關注組列為「參政團體」，企圖封殺部分和林不和的民主黨成員，又安排民主黨成員到和本為將軍澳民生關注組服務的地區落腳，但林卓廷及民主黨主席胡志偉均作出反駁，指該決定為中委會和選委會的集體決定。
至2019年5月30日，將軍澳民生關注組及由區鎮樺牽頭的大埔及北區團隊於2019年5月宣布成立區政聯盟，當時擁有12名區議員及17名社區主任。由柯耀林擔任召集人。柯耀林指，聯盟內的地區組織互不從屬，成員可自行決定加入與否；更指若同年的區議會選舉成績理想，不排除會派人參選2020年立法會選舉新界東及超級區議會的議席，但目前會先專注於地區工作。
2019年區議會選舉區政聯盟派出16名成員於大埔及西貢區參選，但只有4名大埔區參選人以聯盟名義參選，西貢區12人以將民關名義參選。最後有12人當選，聯同友好團體沙田區政所當選的人數，足夠提名2020年立法會選舉超級區議會的議席。
不過，於2020年3月，聯盟宣佈取消「團體會員制」並改由個人制，所有成員必須以個人身份重新加入。2020年立法會選舉區政聯盟原定計劃分別派出召集人柯耀林及副召集人區鎮樺參選新界東及超級區議會。但是在協調會議後，僅派出前者參與民主派初選，但是落選未能出線。不過相關選舉因為疫情而推遲一年。
在香港民主派初選大搜捕事件中，召集人柯耀林於1月6日被捕並於2月28日被正式起訴顛覆國家政權罪，經過四天馬拉松式審訊後，柯耀林為獲准保釋的15人之一。然而律政司隨即提出保釋覆核而繼續還押。兩天後，等候保釋覆核聆訊的柯耀林透過律師發表聲明，宣布即時退出所有政治聯繫及組織，包括區政聯盟召集人職位。在高等法院經過保釋覆核聆訊後，於3月13日獲准保釋。與此同時，兩名大埔區議員以及另外三位西貢區議員先後宣佈退出區政聯盟。也導致其勢力由2019年時的24位區議員，大幅下跌至僅有5位。

## 選舉
2019年區議會選舉，共16名區政聯盟成員於大埔及西貢區參選，但只有4名大埔區參選人以聯盟名義參選，西貢區12人以將民關名義參選。最後有12人當選。

## 區議員
| 區議會 | 代號 | 選區 | 姓名   | 備註 |
| ------ | ---- | ---- | ------ | ---- |
| 大埔區 | P04  | 大元 | 區鎮濠 |      |
| 西貢區 | Q24  | 富藍 | 陳耀初 |      |